# Fulmar
Pour les articles homonymes, voir Fulmar (homonymie).
Fulmarus
Genre
Les fulmars (le genre Fulmarus) sont des oiseaux marins grégaires, nichant en grandes colonies sur des falaises rocheuses. Le corps est d'un blanc pur, le dessus des ailes présente plusieurs nuances de gris. Il se distingue des mouettes ou des goélands principalement par son vol qui le rapproche plus des oiseaux de haute mer : on le voit souvent décrire de grands cercles en planant, s'appuyant alternativement sur l'une ou l'autre de ses ailes. Cet oiseau a tendance à vomir sur son prédateur lorsqu’il se sent en danger.
Le Fulmar boréal niche sur les côtes françaises ; un site d'observation remarquable dans le Finistère est la réserve du Cap Sizun.
La plus grande aire de nidification de l'espèce dans les îles Britanniques se trouve dans l'archipel de Saint-Kilda, plus précisément dans les îles de Boreray, Stac Lee et Stac an Armin, avec près de 70 000 couples,.

## Liste des espèces
D'après la classification de référence (version 14.1, 2024) de l'Union internationale des ornithologues, il y a 2 espèces du genre Fulmarus (ordre phylogénique) :
- Fulmarus glacialis (Linnaeus 1761) — Fulmar boréal : l'Atlantique Nord et Pacifique Nord ;
- Fulmarus glacialoides (Smith, A 1840) — Fulmar argenté : Océan Austral, mers du Sud.